# Колачно
Колачно (словац. Kolačno) — село, громада округу Партизанське, Тренчинський край. Кадастрова площа громади — 21.31 км².
Населення 880 осіб (станом на 31 грудня 2020 року).

## Історія
Колачно згадується 1293 року.

## Географія
Протікають Колачнянський потік і Врацовський потік.

## Населення
| Рік:            | 1994. | 2004.   | 2014.   | 2024.   |
| --------------- | ----- | ------- | ------- | ------- |
| Кількість осіб: | 921   | 887     | 878     | 899     |
| Різниця:        |       | -3,69 % | -1,01 % | +2,39 % |

| Рік:            | 2023. | 2024.   |
| --------------- | ----- | ------- |
| Кількість осіб: | 892   | 899     |
| Різниця:        |       | +0,78 % |